# Martin Šindler
Martin Šindler (1980) è un giocatore di football americano ceco, che gioca come defensive back per i Bělá Raiders.

## Palmarès
- 6 Czech Bowl (2013, 2014, 2015, 2016, 2017, 2018)